# Rhodomyrtus elegans
Rhodomyrtus elegans är en myrtenväxtart som först beskrevs av Carl Ludwig von Blume, och fick sitt nu gällande namn av Andrew John Scott. Rhodomyrtus elegans ingår i släktet Rhodomyrtus och familjen myrtenväxter. Inga underarter finns listade i Catalogue of Life.